# Ceratomyxa lepidopusi
Ceratomyxa lepidopusi is een microscopische parasiet uit de familie Ceratomyxidae. Ceratomyxa lepidopusi werd in 2010 beschreven door Gunter & Adlard. 